# Hollow Bones
Hollow Bones è il quinto album in studio del gruppo rock statunitense Rival Sons, pubblicato nel 2016.

## Tracce
1. Hollow Bones Pt. 1 – 2:52 (Scott Holiday, Jay Buchanan, Michael Miley, Dave Cobb)
2. Tied Up – 3:27 (David Beste, Buchanan, Holiday)
3. Thundering Voices – 2:53 (Holiday, Buchanan, Cobb, Miley)
4. Baby Boy – 3:37 (Buchanan, Holiday)
5. Pretty Face – 3:23 (Buchanan, Holiday)
6. Fade Out – 4:50 (Holiday, Buchanan)
7. Black Coffee – 5:34 (Ike Turner, Tina Turner)
8. Hollow Bones Pt. 2 – 6:50 (Buchanan, Holiday, Miley, Beste)
9. All That I Want – 3:39 (Buchanan)

## Formazione

### Rival Sons
- Jay Buchanan – voce
- Scott Holiday – chitarra
- Michael Miley – batteria
- Dave Beste – basso

### Musicisti addizionali
- Todd Ögren-Brooks – tastiera
- Kristen Rogers, Whitney Coleman, April Rucker – cori (tracce 2 e 7)
- Eamon McLoughlin – violoncello, violino